# Amphilius korupi
Amphilius korupi es una especie de pez de la familia Amphiliidae en el orden de los Siluriformes.

## Morfología
• Los machos pueden llegar alcanzar los 6,5 cm de longitud total.

## Distribución geográfica
Se encuentran en África: noroeste de Camerún.